# Алхімічний мар'яж Елістера Кромптона
«Алхімічний мар'яж Елістера Кромптона» (англ. The Alchemical Marriage of Alistair Crompton) — науково-фантастичний роман американського письменника Роберта Шеклі, виданий у 1978 році. Для американських видань використовується назва «Кромптон розділений» (англ. Crompton Divided).
Роман був створений як розвиток ідеї оповідання «The Humours» (із збірки Store of Infinity 1960 року, російською мовою видавався під назвою «Чотири стихії»). Деякі вважали роман останнім серед найкращих робіт автора.

## Видання
- У США роман був вперше виданий під назвою Crompton divided (видавництво Bantam Doubleday Dell, 1978)[3]
- У Великій Британії роман виданий як The Alchemical Marriage Of Alistair Crompton (видавництво Michael Joseph, 1978) і під цією назвою став найбільш відомим[джерело?].

Роман був перекладений багатьма іноземними мовами і багато разів перевиданий.

## Сюжет
Дія роману відбувається на Землі і в космосі у віддаленому майбутньому. Головний герой Елістер Кромптон переніс у віці 11 років вірусну шизофренію. Суть хвороби полягає в тому, що особистість хворого складається з кількох компонентів, які не можуть співіснувати один з одним в одному людському тілі. Паліативне лікування вірусної шизофренії полягає в тому, що особистість розщеплюється на шизоїдні компоненти. Виділяється основний особистісний компонент і він залишається жити в тілі, інші компоненти тимчасово вміщуються у штучно вирощених андроїдів (так звані дюр'єрові тіла, з максимальним терміном життєдіяльності 40 років) і ізолюються від домінантної особистості.
Через лікарську помилку дана операція з Кромптоном була проведена надто пізно і, на думку лікарів, він назавжди втратив здатність возз'єднатися з рештою своїх компонентів. Елістер виріс однобічно розвиненою, позбавленою емоцій людиною, що живе сірим життям офісного клерка. Ніщо не цікавило його, він не мав ні захоплень, ні хобі (крім розгадування кросвордів), сама лише думка про знайомство з метою одруження викликала у нього панічний жах. Розвинений нюх і аналітичний розум дозволили до 35 років зробити успішну кар'єру експерта в компанії «Сайкосмелл, Інк.», яка виробляє запахи на продаж. Однак ущербність його особистості не давала Кромптону спокою.
У 35 років він вирішив скористатися законом, який розкривав йому таємницю місцезнаходження решти шизоїдних компонентів і спробувати возз'єднатися з ними. Ніякі відмовки лікарів про ризикованість операції не зупиняють Елістера. Заради грошей на подорож за край населеного всесвіту в пошуку своїх дюр'єрових тіл Елістер Кромптон йде на посадовий злочин. І ось він вирушає в міжпланетні подорожі.
Зрозуміло, інші особи теж виявляються стереотипами. Один з них — Едгар Луміс (проживав на Марсі), є похітником і професійним альфонсом, інший — Ден Стек (знайшов його у фронтирі на Венері) — відрізняється маніакальною жорстокістю (посилилася після того, як він втратив руку). Пізніше з'ясовується, що є ще одна особистість, виділена вже зі Стека на Венері — Бартон Фінч (у романі Венера і Марс представлені придатними для життя, але невідомо, тераформовані вони чи з самого початку були такими — наприклад, на Венері є аборигени).
У підсумку Елістер знайшов особистості і возз'єднався з ними, знову ставши повноцінною людиною.

## Проблематика
«Алхімічний мар'яж Елістера Кромптона» — характерний для творчості майстра твір, де своєрідно змішані сюрреалізм і наукова фантастика. Герої роману не пов'язані ніякими фізичними і технічними обмеженнями і вільно переміщуються у вигаданому часі і просторі. Це дозволяє провести аналогії з такими класичними творами, як «Аліса у Дивокраї» Льюїса Керролла і, в частині сюжету, що стосується роздвоєння особистості, з відомою новелою Роберта Льюїса Стівенсона «Химерна пригода з доктором Джекілом та містером Гайдом», на що є пряме посилання у Шеклі.